# حبوة زباء

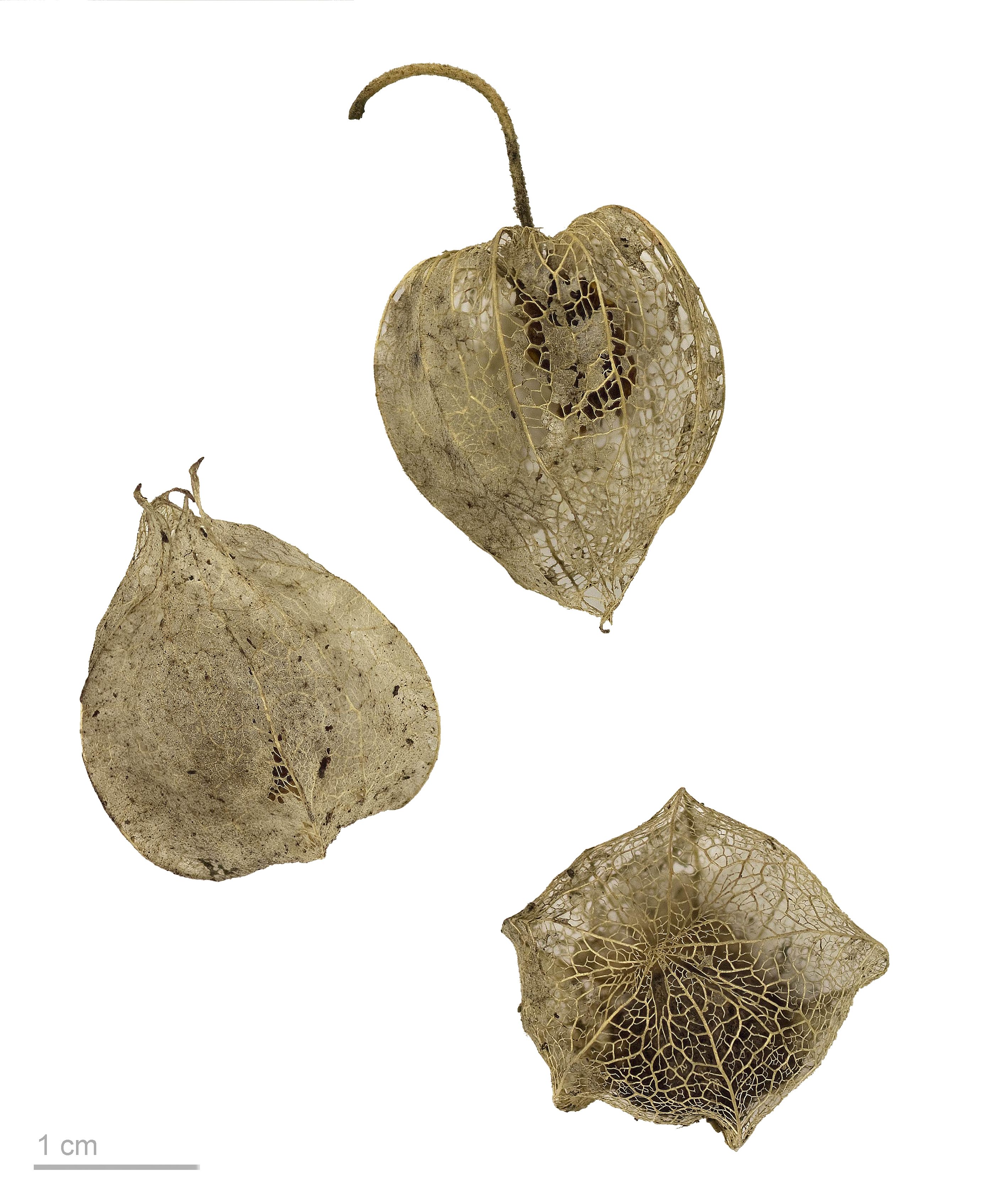
حبوة زباء

حَبْوَة زبَّاء أو كاكنج أصفر نبات عشبي حولي أزغب من جنس حبوة سوقه مسطحة تعلو نحو 30 سز. أوراقه بيضية ذلقة الزام الأخير المدبب. أزهاره صفر ثماره برتقالية. يزرع لثمره المأكول. موطنها الأصلي الأمريكتان، بما في ذلك النصف الجنوبي من الولايات المتحدة والمكسيك والوسط ومعظم أمريكة الجنوبية. ويوجد في أمكنة أخرى قد أدخل إليها.